# Jean Laurent
Jean Laurent (2. září 1900 Chaumont – 8. září 1952 Paříž) byl francouzský bankéř a finanční inspektor. Byl generálním ředitelem Indočínské banky a šéfem kabinetu generála de Gaulla. V srpnu 1944 se zúčastnil jednání o kapitulaci Paříže.

## Životopis
Jako finanční inspektor působil již v Poincarého kabinetu (1926-1928) a poté nastoupil do Indočínské banky, kde působil až do své smrti jako generální inspektor (1928-1938), člen představenstva (1938-1940), zástupce generálního ředitele (1940-1945), generální ředitel (1945-1952).
Jean Laurent byl krátce v květnu a červnu 1940 ředitelem kabinetu generála de Gaulla. Aby se vyhnul tlaku německých okupantů, přesunul vedení Indočínské banky do Marseille a zároveň se zapojil do zpravodajské sítě Alliance. Zejména umožnil Alianci navázat kontakt s vojáky připravujícími atentát na Hitlera. Po zatčení jejího vůdce Paula Bernarda převzal část prozatímního vedení, než Londýn povolil Marie-Madeleine Fourcadeové převzít vedení sítě.
V době pařížského povstání v srpnu 1944 zprostředkoval z ústředí banky jednání mezi švédským generálním konzulem Raoulem Nordlingem a generálem von Choltitzem. Působení Jeana Laurenta pravděpodobně pomohlo zabránit znárodnění banky v roce 1945. Po osvobození byl však zatčen na základě obvinění, že během války napomáhal prodeji letadel Německu, ale díky svědectvím Jacquese Soustella a Andrého Diethelma získal osvědčení o účasti v odboji.
V roce 1945 založil Jean Laurent banku na Blízkém východě, aby se zapojila do těžby ropy.
V roce 1951 byl oceněn jako komandér Čestné legie.
Zemřel za nevyjasněných okolností dne 8. září 1952 následkem zadušení ve svém pařížském bytě.